# Lubens lubens
Lubens lubens är en plattmaskart. Lubens lubens ingår i släktet Lubens och familjen Dicrocoeliidae. Inga underarter finns listade i Catalogue of Life.